# Petit-Ouest
Petit-Ouest est une communauté non incorporée du Canada qui fait partie de la paroisse civile de Grimmer dans le comté de Restigouche situé au nord-ouest du Nouveau-Brunswick.